# Т-55
Т-54/55 е съветски основен боен танк от епохата на Студената война. Първият прототип се появява през 1946, малко след края на Втората световна война. Танкът е революционен за времето си и е най-произвежданият в света – произведени са около 100 000 машини от 1949 насам.
До края на 1960 година, Т-54/55 е основният танк на въоръжение във всички войски от Варшавския договор, а до края на 1980-те той е на въоръжение в близо 60 държави по света, предимно с просъветска ориентация. В съветската армия е изместен от Т-62, Т-72 и Т-80, но остава на въоръжение в десетки страни, някои от които разработват свои модифицирани версии. На въоръжение е в големи количества в Китай (копието Тип 59 – 5500), Сирия (2000), Северна Корея (до 1600), Куба (900), Виетнам (850) и Йемен (450).

## История

### Т-44
Още през 1943 г. вече е ясно, че възможностите за модернизация на основния боен танк Т-34 са изчерпани – повишаването на бронировката и огневата мощ водят до намаляване на маневреността и надеждноста на машината. За това се взема решение да започне разработката на принципно нова машина с по-мощен двигател, по-добра броня и въоръжение с по-голям калибър, която да има възможност да се модернизира сериозно през годините на експлоатация. В периода 1943 – 1944 г. конструкторското бюро към завод №183, който е евакуиран от Харков в Нижни Тагил на територията на Уралвагонзавод, начело с танковия конструктор Александър Морозов създава танка Т-44. Въпреки големите прилики с предшественика си Т-34, това е принципно нова машина, която по-късно става основа за създаването на Т-54. Двигателят е разположен напречно, което позволява куполата да се измести към средата на корпуса, а люкът на механик-водача да бъде премахнат от челния брониран лист и да се постави в горната част на корпуса. Този танк не взема участие във Втората световна война и няколко години по-късно е спрян от производство. Основната слабост на новата машина е старото 85-mm оръдие, което вече е неефективно за борба с новите танкове на противника.

### Т-54
Успоредно с разработката на Т-44 се работи и по нов танк – „Обект 137“, който по-късно е наречен Т-54. Първият проект е още от 1944 г., а прототипът е готов за изпитания през януари 1945 г.  От 11 март до 11 април 1945 г. на полигона край Кубинка на Главното бронетанково управление на съветската армия (ГБТУ) преминават изпитанията на новата машина. Макар да използва много елементи от Т-44, новият танк се отличава от него с усилената броня и с ново, 100-mm оръдие – първите два прототипа са били съответно с ЛБ-1 и Д-10Т на конструктора Ф. Петров, като накрая е избрано именно неговото. Държавната комисия взема решение танкът да бъде произвеждан серийно, но след отстраняване на съществените недостатъци – куполата да бъде заменена с подобна на танковете ИС-3, да се добави въртящ се под в бойното отделение, да се подобри зацепването на веригата, да се променят ъглите на бронираните листове в задната част на корпуса и др.  С правителствено постановление №960-402сс от 29 април 1946 г. Т-54 е приет на въоръжение. Производството му започва едновременно в три завода – №183 в Нижни Тагил, №75 в Харков и №174 в Омск. Първата серия от 20 танка обаче е готова в края на 1947 г., а доставките стават ритмични едва през 1948 г. Производството на първите серии, известни като Т-54-1 или Т-54 (обр. 1946 г.) е свързано с много проблеми и танкистите от бойните части се оплакват често от ненадеждната ходова част, по-слабата проходимост по мек терен в сравнение с Т-34, обратното скосяване на куполата, което води до опасни рикошети и др. През 1949 г. на държавно ниво се обсъжда дали да не бъде спряно производството на танка. Това налага сериозни промени по конструкцията, като най-съществената новост е подобрената купола, на която е премахнато обратното скосяване в предната част и е с нова, въртяща се, командирска куполка. Премахнати са и двете курсови 7,62-mm картечници СГ-43, разположени над веригите, и са заменени с една в челния брониран лист, както е при Т-44. Зенитната картечница е разположена на нов турел. Дебелината на челната броня е намалена от 120 на 100 mm. Общата маса на танка е намалена с 1,7 t. Новата версия е известна като Т-54-2 или Т-54 (обр. 1949 г.).
През 1951 г. се появява следващата модификация на танка, известна като Т-54-3 или Т-54 (обр. 1951 г.), на която освен многобройните корекции е монтирана и нова купола, на която са премахнати всички скосявания. Всички следващи модернизации следват формата на тази трета купола. На челния долен брониран лист започва да се монтира устройство за поставяне на минен трал. В периода 1951 – 1956 г. конструкторите на танка работят сериозно по надеждността му и към 1956 г. според главния конструктор на завод №183 Л. Карцев Т-54 е способен да измине до 10 000 km без сериозен ремонт. 
На модификацията Т-54А, или „Обект 137Г“, появила се през 1955 г. вече се монтира дулен ежектор за изсмукване на газовете след изстрел. Монтиран в края на дулото, той е характерен белег на всички по-нататъшни модификации на Т-54 и Т-55. Танкът е оборудван с електрохидравличен стабилизатор във вертикална плоскост „Горизонт“ за оръдието, което вече е усъвършенстваното Д10ТГ, нощен прибор за наблюдение на механик-водача – ТВН-1, нова радиостанция – Р-113, и танкоразговорно устройство – Р-120.
На основата на Т-54А е извършена и поредната модернизация на танка – Т-54Б, или „Обект 137Г2“, от 1956 г. Оръдието вече има двуплоскостен стабилизатор „Циклон“, азимутален указател, нов прицел – ТШ2Б-32, командирът и мерачът също разполагат с прибори за нощно виждане – съответно ТКН-1 и ТПН-1-22-11, нощният прибор за наблюдение на механик-водача е ТВН-2, добавени са инфрачервени прожектори – Л-2 „Луна“ за мерача и ОУ-3 за командира, добавен е въртящ се под на бойното отделение, който рязко намалява опасността от травми на пълнача при завъртане на куполата. Танкът има и оборудване за преодоляване на водни препятствия.
Последната сериозна модификация – Т-54М, е от 1977 г., когато наличните танкове се модернизират до нивото на танковете Т-55 от това време. Оръдието е Д-10-Т2С с ежектор и боекомплект от 43 снаряда, двуплоскостен стабилизатор „Циклон-М“, лазерен далекомер КДТ-1, картечниците СГМТ са заменени с ПКТ с боекомплект 3500 патрона, нов стабилизиран прицел за мерача ТШ-32ПМ, прибори за нощно виждане на командира и мерача, двигателят е В-55 с мощност 580 к.с., добавена е защита срещу оръжия за масово поразяване, автоматична противопожарна система и термодимова апаратура. Масата на танка нараства до 36,5 t.

### Т-55
През 1955 г. започва и работата по нова сериозна модификация на танка Т-54 под името „Обект 155“. В нея се появяват ред нововъведения като: система за противоатомна защита с филтровентилационна система, като е премахнат вентилаторът за очистване на въздуха, чийто изход е пред люка на пълнача, термодимова апаратура, автоматична противопожарна система, бак-стелажи, които едновременно позволяват увеличаване на боекомплекта на танка и обема на зарежданото гориво, премахната е зенитната картечница като неефикасна и е преработен люкът на пълнача, инсталирани са мощен въздушен компресор, улесняващ пуска на двигателя, чиято мощност нараства от 520 на 580 к.с., както и планетарни бордови предавки. 
В средата на 1957 г. новата машина е приета на въоръжение под името Т-55, а серийното производство започва година по-късно – в средата на 1958 г. След 1962 г. Уралвагонзавод започва производството на новия танк Т-62 и производството на Т-55 продължава в Омския завод за транспортно машиностроене, а по лиценз в Полша и Чехословакия. През същата 1962 г. се появява и модернизираният вариант – Т-55А. Основно внимание при него е отделено на защита на екипажа от оръжията за масово поразяване и танкът е съоръжен с допълнителна вътрешна противорадиационна обшивка – ПОВ, изградена основно от полипропилен и борен оксид. Тя служи и като допълнителна защита срещу проникнали осколки – така Т-55 е първият серийно произвеждан танк, защитен и от ударната вълна, и от проникващата радиация. Премахната е и курсовата картечница, с която стреля механик-водачът, защото се е оказала неефективна. Т-55А е приет на въоръжение със заповед на министъра на отбраната от юли 1962 г. Т-55А се произвежда изцяло в завод №174 в Омск (по късно – Завод за транспортно машиностроене). От 1965 г. се въвеждат в употреба новите и по-надеждни вериги с гумено-метални шарнири. За борба срещу вертолетите от 1969 г. отново започва да се монтира 12,7-mm зенитна картечница ДШК-М.
В началото на 80-те е направена сериозна модернизация, имаща за цел да доведе наличните танкове Т-55 и Т-55А до ниво на защитеност и огнева мощ като Т-64А и Т-72. През април 1983 г. новите модификации са приети на въоръжение като Т-55М и Т-55АМ (М – от „модифицированной“). Те са оборудвани с нова система за управление на огъня „Волна“, включваща лазерен далекомер КДТ-2, балистичен изчислител БВ-55, двуплоскостен стабилизатор „Циклон“ М1, нов прицел на мерача ТШ2Б-32ПВ с независима стабилизация на зрителното поле във вертикална плоскост. Добавена е система за изстрелване на управляеми ракети 9К116 „Бастион“. Нова е и радиостанцията – Р-173. Подсилена е бронировката на куполата, челната корпусна броня и дъното под механик-водача, което води до увеличаване масата на машината – 40,9 за Т-55М и 41,5 t за Т-55АМ. Монтира се и нов, по-мощен двигател – дизелов В-55У с 620 к.с., а по-късно и многогоривен дизелов В-46-5М с 690 к.с.
През есента на същата 1983 г. е приет на въоръжение и вариантът Т-55АД – модификация на Т-55А, оборудвана с комплекс за активна защита от противотанкови управляеми снаряди – 1030М „Дрозд“ (Д – от „Дрозд“). Системата открива чрез двете радиолокационни станции приближаващите се управляеми кумулативни ракети на 130 m дистанция от танка, преминава в режим на следене, когато са на 60 m от него и активира намиращите се на куполата 107-mm защитни заряди (по 4 от двете страни), когато ПТУР е на 6,7 m от танка. Вариантът с многогоривен дизелов двигател В-46-5М е Т-55АД-1. Защита „Дрозд“ е монтирана и на вариантите Т-55М и Т-55АМ – съответно те са означавани като Т-55МД и Т-55АМД.
Година по-късно – през 1984 г., се появява и нова модификация – Т-55МВ и Т-55АМВ, съоръжени с комплекс от навесна динамическа защита (В – от „взривной“). Тя се разполага върху куполата и челните бронирани листове, но на някои танкове се монтира и на бордовите екрани, предпазващи ходовата част. Допълнителната броня под механик-водача е запазена. Вариантите с многогоривен дизелов двигател В-46-5М съответно са Т-55МВ-1 и Т-55АМВ-1.

## Устройство

### Конструкция
Танкът е изграден по класическа схема с три основни отделения – за управление в предната част, бойно – в средната, и моторно-трансмисионно – в задната част. Корпусът е изграден от заварени бронирани листове. Челните два бронирани листа с дебелина 100 mm са съединени под ъгъл 60°, като по този начин се увеличава защитеността при пряко попадение – дебелината на бронята достига 200 mm. В първите версии на Т-54 бронята е 120 mm, но впоследствие е намалена. Страничните бордове са с дебелина 80 mm, а таванът на корпуса е с дебелина 60 mm. Задната част на корпуса има дебелина 30 mm за горната част, 45 mm за вертикалната част, а дънната – 20 mm. Дъното е с дебелина 20 mm. Корпусът първоначално е с дължина 6270 mm за Т-54 (обр. 1946 г.), от Т-54 (обр. 1951 г.) е скъсен на 6040 mm. Т-55 и неговите модификации имат дължина на корпуса 6200 mm.
Куполата е лята, като горната част е покрита с два заварени бронирани листа с дебелина 30 mm, на които се намират люковете за командира и пълнача, а на Т-54 – и бронираният капак на изсмукващия вентилатор. Дебелината на бронята в челната част е 220 mm, 160 – 115 по бордовете – 65 – 50 mm. В първите версии на Т-54 куполата е с обратно скосяване по цялата долна част. Поради опасността от опасни рикошети върху по-незащитената покривна част на корпуса или преки попадения в погона на куполата то е премахнато – първо от предната и странична част – за Т-54 (обр. 1949 г.), а после и от цялата купола – от Т-54 (обр. 1951 г.).
Механик-водачът седи в лявата част на отделението за управление, а в дясната част са разположени стелажи за 20 снаряда. От Т-55 там се разполагат бак-стелажи (известни и като „мокри“ стелажи), които едновременно са резервоари за гориво и стелажи за снаряди. В бойното отделение от лявата страна са разположени мерачът и отзад над него – командирът на танка, а вдясно – пълначът. Куполата може да се върти от мерача ръчно или с електромеханичен привод. От Т-54А нататък подът на бойното отделение е въртящ се, което намалява възможността за контузии на пълнача при завъртането на куполата и движението на оръдието.
В моторно-трансмисионното отделение, което е отделено от бойното с метална преграда, е разположен двигателят и трансмисията. На листовете над веригите са разположени горивни резервоари и сандъци със ЗИП и инструменти. На задната част на корпуса при Т-54 се монтират две шашки БДШ-5 за създаване на димна завеса, а при Т-55, който вече разполага с термодимова апаратура, там се могат да се поставят допълнително два варела с гориво.

### Двигател и трансмисия
Двигателят на Т-54 е дизелов В-54 – четиритактов, 12-цилиндров, V-образен, с течно охлаждане и с мощност 520 к.с. (382 kW) при 2000 об./мин. Разположението му в машинно-трансмисионното отделение следва това на Т-44 – напречно на корпуса. Пускът на двигателя се осъществява с помощта на сгъстен въздух, а като допълнителна система за пуск може да се използва електрически стартер. Двигателят използва дизелово гориво ДЛ, ДЗ и ДА, като общият обем на резервоарите, разположени в бойното и отделението за управление, е 520 l. На листовете над веригите в първите версии на Т-54 се разполагат цилиндрични резервоари, както при Т-34 и Т-44, които не са свързани с горивната система, а след 1949 г. са заменени с резервоари с правоъгълна форма. Запасът от ход по шосе е 330 km. За подгряване на охладителната течност и маслото при ниски температури се използва подгревател, който е разположен на левия борд в бойното отделение.
На Т-55 се монтира нов дизелов двигател – В-55: четиритактов, 12-цилиндров, V-образен, с течно охлаждане и с мощност 580 к.с. при 2000 об./мин.
На модернизираните версия след 1983 г. – Т-55М, Т-55МВ, Т-55АМВ, Т-55АД и Т-55АМД, се монтира по-мощен дизелов двигател В-55У с мощност 620 к.с. или многогоривен дизелов двигател В-46-5М с мощност 690 к.с. Версиите с многогоривен двигател се означават съответно: Т-55М-1, Т-55МВ-1, Т-55АМВ-1, Т-55АД-1 и Т-55АМД-1
Пускът на двигателя, както и при Т-54, се осъществява с помощта на сгъстен въздух от две бутилки, разположени на левия борд до механик-водача. Новото тук е двуцилиндровият компресор АК -150С, който нагнетява въздух в бутилките, вместо да се подменят празните. Общият обем на резервоарите е 960 l – 680 l във вътрешните четири и 280 l – в трите външни резервоари, разположени на листа над дясната верига. Допълнително на задната част на корпуса могат да се монтират и 2 варела с гориво с общ обем 400 l. Разходът на гориво по шосе 190 – 210 l на 100 km, а по пресечен терен – 300 – 330 l. Запасът от ход по шосе е 485 – 500 km, а по пресечена местност – до 320 km. С допълнителните резервоари запасът от ход съответно нараства на 700 km и 570 km.
Трансмисията на Т-55 се състои от повишаващ редуктор с предавателно число 0,7, петстепенна скоростна кутия (5 + 1), главен многодисков (17 диска) фрикцион със сухо триене стомана в стомана, два планетарни механизма за завиване и лентови спирачки, 2 бордови предавки и приводи за вентилатора и компресора. С помощта на два лоста с приводи механик-водачът осъществява двустепенно завиване или спиране на танка. При поставяне на един лост от нулево в I положение въртящият момент на съответното водещо колело се забавя с 1,42 пъти, което спомага за плавното завиване на машината. При поставяне на лоста във II положение се блокира водещото колело и машината завива около оста си. Поставянето на двата привода във II положение спират танка на място. Минималният радиус при завиване на танка с лостове в I положение е 8,91 m, а при II положение – 2,64 m.

### Ходова част
Изградена е от верига с 90 лети метални трака с ширина 580 mm с метални шарнири с цевочно зацепване, пет сдвоени лети метални опорни ролки с гумен бандаж и диаметър 810 mm, задно водещо колело, предно направляващо колело и червячен механизъм за натягане на веригата. Веригата с гумено-метални шарнири се състои от 91 трака. Първоначално ширината на траковете при Т-54 е 500 mm, но през 1949 г. е заменена с по-широки – 580 mm. Окачването е индивидуално, торсионно с хидравлични амортисьори на първата и последната ролка. Първата опорна ролка е изнесена напред, а останалите четири са на равномерно разстояние една от друга. Опорните ролки на двата борда не са симетрични – тези на левия борд са изместени със 105 mm назад спрямо десните заради торсионните валове, които са разположени един до друг.

### Въоръжение
Основното въоръжение на танковете Т-54 и Т-55 е 100-mm нарезно танково оръдие Д-10Т. То е създадено още в 1944 г. и е монтирано първоначално на самоходните артилерийски установки СУ-100. На модификацията Т-54А се монтира усъвършенстваното Д-10ТГ, което има ежектор за продухване на барутните газове от цевта и вертикален електрохидравличен стабилизатор СТП-1 „Хоризонт“. След 1956 г. от версията Т-54Б и на танковете Т-55 се монтира оръдие Д-10Т2С и двуплоскостен стабилизатор СТП-2 „Циклон“, който позволява на мерача да насочва оръдието с пулт за управление и повишава с 60% вероятността за попадение от движение. Далекобойността на оръдието с оптичен прицел е 6900 m, а от закрити огневи позиции – до 14 600 m. Далечина на изстрела с право мерене при цел с височина 2 m – 1000 m за бронебоен и 1100 m за осколъчно-фугасен снаряд. Скорострелност – 7 изстрела при стрелба от място и 4 при стрелба от движение. Ъгълът на възвишение/снижение на оръдието е от +18 до –5°. Мъртвата зона за оръдието и картечницата е 20 – 21 m.
Боекомплектът на оръдието на Т-54, Т-54А и Т-54Б е 34 унитарни снаряда, като от тях 14 са бронебойно-трасиращи БР-412Д, БР-412Б, БР-412, и 20 – осколъчно-фугасни ОФ-412. Модернизираните версии на Т-54 – Т-54М и Т-54АМ, се изравняват като боекомплект с Т-55, а командирската им версия – Т-54АМ има 37 снаряда, колкото има и командирският Т-55К. Боекомплектът на оръдието на Т-55 е 43 унитарни снаряда: осколъчно-фугасни – ОФ-412, ОФ-412Ж; бронебойно-трасиращи – БР-412; бронебойно-подкалибрени – 3БМ8, 3БМ19, 3БМ20, 3БМ25; кумулативни – 3БК5, 3БК5М, 3БК17, 3БК17М. Снарядите са разположени в бойното и отделението за управление: 18 са поставени в бак-стелажите в предната дясна част на отделението за управление; 10 са на стелажи върху металния лист, отделящ бойното от моторно-трансмисионното отделение и 2 – с ремъчно захващане; 4 са закачени ремъчно на десния борд на бойното отделение, а 2 – на левия борд; 5 – на стелажи в задната част на куполата и 2 – закачени ремъчно на десния ѝ борд. Огнеметната версия ОТ-55 има 25 снаряда, а на мястото на бак-стелажите има резервоари с горивна смес за огнепръскачката АТО-200, която е поставено вместо сдвоената картечница. Модернизираната версия Т-55АМ разполага с 42 снаряда. От началото на 80-те на модернизираните версии Т-55М на оръдието се монтира и топлозащитен кожух.
За допълнително въоръжение се използват 7,62-mm картечници. За Т-54 се използват картечници СГМТ – танкова версия на картечницата на Пьотр Горюнов СГ-43. Една картечница е сдвоена с оръдието и чрез електроспусък се управлява от мерача. Допълнително се монтира и една курсова картечница, която се намира вдясно от механик-водача в отделението за управление. Той стреля с нея чрез бутон в десния приводен лост. В първите версии на Т-54 курсовите картечници са две и са разположени на металните листове над веригите, като общият боекомплект за трите картечници е 4000 патрона. След 1949 г. са премахнати като неефективни и заменени с една, за която е направен малък отвор в средата на горния преден брониран лист. Боекомплектът за двете картечници е 3500 патрона в 14 метални кутии с ленти по 250 патрона. От версията Т-55А нататък курсовата картечница също е премахната като неефективна и остава само една сдвоена с оръдието 7,62-mm картечница. При танковете Т-55 картечниците СГМТ са подменени с по-модерните и надеждни ПКТ. При Т-55М боекомплектът за сдвоената картечница е намален на 2250, а при Т-55АМ, Т-55АД, Т-55АМВ и Т-55МВ той е 3000 патрона.
На Т-54 от всички модификации се монтира 12,7-mm зенитна картечница ДШК-М обр. 1938 – 46 г., която е монтирана на стойка зад люка на пълнача, който стреля с нея. Стандартната скорострелност е 600 изстрела в минута, но поради ограничения боекомплект тя е сведена до 125 изст./мин. Боекомплектът за зенитната картечница е 200 патрона в 4 метални кутии по 50 патрона. Картечницата може да стреля с бронебойни – Б-30, бронебойно-запалителни – Б-32 и БС-41, и бронебойно-запалителни трасиращи патрони – БЗТ.

В първите серии на Т-55 не е била предвидена зенитна картечница, тъй като се приема, че е неефективна за борба срещу реактивните самолети. В края на 60-те обаче във връзка с широката употреба на бойни вертолети отново започват да се използват. След 1969 г. на люка на куполата отново се монтира 12,7-mm картечница ДШК-М, с която стреля пълначът. Боекомплектът е 300 патрона в 6 метални кутии по 50 патрона.
Огнеметната версия ОТ-54 от 1954 г. е въоръжена с огнемет АТО-1, монтиран на мястото на сдвоената с оръдието картечница. Изстрелва огнена смес АП-7, която се съхранява в резервоари в предната дясна част на отделението за управление, на разстояние до 160 m.
След 1960 г. за Т-55 също се разработва огнеметна версия – ОТ-55. Огнеметът е модернизиран – АТО-200.
Допълнително в боекомплекта на танка влизат 120 патрона за автомат АК-47 – 4 пълнителя с по 30 патрона, 10 отбранителни гранати Ф-1 и 12 патрона за сигналния пистолет.
В началото на 60-те са правени опити да се монтира в задната част на куполата комплекс за изстрелване на противотанкови управляеми ракети „Малютка“, но разработката е изоставена.
След 1983 г. в модернизираните версии Т-55М и Т-55 АМ е добавено и управляемо оръжие – системата „Бастион“ 1К13-22, която може да изстрелва управляеми ракети 9М117 – в боекомплекта са включени 3 броя. Далекобойността им е 4000 m, а разпознаването на цели е до 5000 m в дневен режим и 800 m в нощен.

### Система за управление на огъня
Първите версии на Т-54 нямат стабилизатор на оръдието. През 1955 г. на модификацията Т-54А се монтира електрохидравличен стабилизатор СТП-1 „Горизонт“ във вертикална плоскост, а от 1956 г. – на модификацията Т-54Б – двуплоскостен електрохидравличен стабилизатор СТП-2 „Циклон“. От същата година започва да се монтира и азимутален указател, показващ позицията на завъртане на куполата, който заедно със страничния равник се използва за стрелба от закрити огневи позиции. Стабилизаторът се управлява от мерача посредством пулт за управление с две ръкохватки, на които са монтирани и бутоните на електроспусъците – за оръдието – на дясната, и за картечницата – на лявата. Електроспусъците са дублирани – за оръдието той е монтиран и в ръкохватката за възвишение на оръдието, а за картечницата – в ръкохватката за завъртане на куполата. В случай на нужда може да се използват и механичните спусъци – за оръдието той е от дясната страна на мерача, монтиран на самото оръдие, а с картечницата стреля пълначът. Ако след натискане на спусъка оръдието не може да произведе изстрел, пълначът може да блокира електроспусъците с прибора ВС-11А, за да извади безопасно снаряда.
В първите модификации на Т-54 мерачът използва телескопичен шарнирен прицел ТШ-20 с 4-кратно увеличение, от 1951 г. – ТШ2-22 с 3,5 и 7-кратно увеличение, които стават стандартни за всички следващи модификации на прицелите, а от версията Т-54А прицелът е усъвършенстваният ТШ-2А-22. Танковете Т-54Б се оборудват с нов прицел – ТШ2Б-32, мерачът вече може да води и стрелба през нощта благодарение на инфрачервения монокулярен перископичен прицел ТПН-1-22-11 с 5,5-кратно увеличение и прожектора Л-2Г с инфрачервен филтър.
На танковете Т-55 от първите години се монтира прицел ТШ2Б – 32ПВ, също с 3,5 и 7-кратно увеличение. Същият е и нощният инфрачервен прицел – ТПН-1-22-11. Стабилизаторът е СТП-2М „Циклон“. От 1975 г. на Т-55А се монтира лазерен далекомер КДТ-1 (в България тези танкове бяха известни като Т-55АЖ).
От 1983 г. модификациите Т-55М и Т-55АМ вече са оборудвани с нова система за управление на огъня „Волна“, която включва: прицел ТШСМ – 32ПВ; лазерен далекомер КДТ-2 с обхват 500 – 4000 m и точност на измерването 10 m; балистичен изчислител БВ-55 с два режима на работа – автоматичен и полуавтоматичен, задаващ поправки за износване на ствола, температурата на въздуха и заряда, атмосферното налягане и скоростта на страничния вятър; двуплоскостен стабилизатор „Циклон“ М1 с подобрена стабилизация; нов прицел на мерача – ТШСМ-32ПВ, който има стабилизация на зрителното поле във вертикална плоскост. 
Чехословашките версии Т-55АМ1 и Т-55АМ2 са оборудвани със система за управление на огъня Kladivo („Кладиво“). Нейният балистичен изчислител може да въвежда скоростта и посоката на вятъра; температура на въздуха; скоростта, износването на зарядната камера; заряд на боеприпаса; температурата в цевта на оръдието; посоката и ъгловото отклонение на целта. На танковете се монтира и система SDIO за засичане и оповестяване при облъчване с лазерен прицел от противников танк.
В първите версии на Т-54 командирът не може да насочва оръдието към целта. От модификацията Т-54Б вече се монтира нощен командирски прибор за наблюдение ТКН-1. С него командирът на танка също може да целеуказва. След като завърти командирската куполка в желаната посока и целта попадне в линията на визиране, с натискането на бутон в лявата ръкохватка, задържайки куполката в същото положение, той завърта куполата с оръдието в същата посока. С бутон на дясната ръкохватка се включва инфрачервеният фар на командирската куполка ОУ-3.
За стрелба със зенитната картечница ДШК-М пълначът използва колиматорния мерник К10-Т, монтиран на самата картечница.

### Средства за наблюдение и връзка
В първите версии на Т-54 всички членове на екипажа разполагат с призмени перископични прибори за наблюдение МК-4. Впоследствие при следващите модификации командирът и мерачът получават по-усъвършенствани прибори за наблюдение.
Командирът на танка използва комбиниран монокулярен перископичен прибор за наблюдение ТПК-1 с 5-кратно увеличение, позволяващ разпознаване на цели до 3000 m. След 1956 г. от версията Т-54Б командирът има и с монокулярен електронно-оптически инфрачервен уред за нощно виждане ТКН-1, за който е предвиден и прожектор с инфрачервен филтър ОУ-3.
Командирският наблюдателен прибор на Т-55 първоначално е ТПКУ, по-късно заменен с бинокулярен перископичен прибор – ТПКУБ и ТПКУ-2Б.
Мерачът след 1956 г. от Т-54Б нататък разполага освен с дневния и нощния прицел и с призмен прибор за наблюдение ТНП-165, както и прожектор с инфрачервен филтър Л-2 „Луна“, а пълначът – с призмен перископичен прибор за наблюдение МК-4. 
За наблюдение при водене на танка в бойно положение през деня механик-водачът използва два призмени перископични прибора МК-4, а през нощта – бинокулярен перископичен уред за наблюдение ТВН-1 – от Т-54А и ТВН-2 – от Т-54Б, и два фара с инфрачервени филтри ФГ-125 (ФГ-100).  При движение в среда с ограничена видимост или преодоляване на водно препятствие механик-водачът използва жирополукомпас ГПК-48, разположен пред него на горния челен брониран лист. 
За външна радиовръзка се използва радиостанция. На първите версии на Т-54 това е късовълновата 10-РТ-26 – приемо-предавателна, телефонна, симплексна, с 4-метрова мачтова антена АМ-4, а за вътрешна радиовръзка – танкоразговорно устройство за четири абоната ТПУ-47 с комутатори и ларингофони.  От Т-54А тя е заменена с УКВ радиостанцията Р-113 – приемо-предавателна, с честотна модулация и три режима на работа – симплекс, полудуплекс и дежурно приемане, с 4-метрова мачтова антена. Първоначално на танковете Т-55 също се монтира радиостанцията Р-113, но от 1974 г. е заменена от Р-123 с два режима на работа: дежурно приемане и радиотелефонна свръзка – симплекс. Радиостанцията позволява фиксирането на 4 честоти, сменяни с превключватели. Р-123 се монтира и на модифицираните Т-54М от 1977 г. На командирските танкове се монтира допълнителна радиостанция Р-112. За вътрешна връзка се използват танкови разговорни устройства Р-124 за четири абоната. Модернизираните танкове Т-55М, Т-55АМ, Т-55АМВ, Т-55МВ и Т-55АД от 1983 – 1985 г. имат нова УКВ радиостанция – Р-173.

### Защита и оборудване
Основната защита на Т-54 и Т-55 е бронята от закалена валцувана стомана, разположена под рационални ъгли с цел повишаване защитеността. Наклонените листове на челната броня и бордовете са изработени от валцувана стомана 52С и 42СМ, горната и задната част на борда – от стомана 49С, дъното – от стомана 43ПСМ. Корпусът на куполата се отлива от хромникелмолибденова стомана 74Л, а горните бронирани листове на куполата – от валцувана хроммолибденова стомана 43ПСМ
В периода 1983 – 1985 г. на модернизираните модели Т-55М и Т-55АМ е добавена допълнителна броня на куполата и е усилена челната част на корпуса с многослойна броня – бронирани листове и пенополиуретан, а на дъното под механик-водача е добавена противоминна защита, ходовата част е защитена от гумирани противокумулативни екрани. На моделите Т-55МВ и Т-55АМВ от 1983 – 1985 г. е монтирана и навесна динамична защита „Контакт 1“, включително и на бордовите екрани. Т-55Д е оборудван и с комплекс за активна защита от противотанкови управляеми снаряди – 1030М „Дрозд“. Системата се състои от осем 107-mm заряда – по четири от всяка страна на куполата, захранващ блок и 24,5 GHz радар. Системата по радиолокационен принцип открива приближаващи се управляеми кумулативни ракети на разстояние 330 m. При наближаване до 130 m от танка системата преминава в режим на проследяване и изчислява скоростта и ъгъла на приближаване. След определяне на мястото на контакт активира защитен заряд, който поразява противниковата ракета с осколки. Танковете в Афганистан допълнително са оборудвани и с противокумулативни екрани от решетест тип за куполата и бордовете.
За защита от оръжия за масово поразяване от 1959 г. танкът е оборудван с противоатомна защита (ПАЗ), която в случай на ядрено заразяване херметизира отворите на танка, блокира куполата, създава свърхналягане и очиства въздуха в бойното отделение чрез филтро-вентилационна установка (ФВУ) – система за филтрация на въздуха с нагнетател сепаратор. ПАЗ може да се включва автоматично по сигнал на датчика РБЗ-1М или ръчно от екипажа по показания на прибора ДП-3Б. Разработката на ПАЗ започва още през 1955 г. и изпитанията са извършени на версията Т-54А, но започва да се монтира едва на танковете Т-54Б.  От 1962 г. на модела Т-55А се монтира от вътрешната страна на куполата и допълнителна защита срещу проникващата радиация, изработена от полимерни слоеве, борен оксид и други пълнители.
Танкът е оборудван и с автоматична противопожарна система „Роса“, състояща се от 3 бутилки със смес „3,5“ и 8 датчика, които активират системата. Противопожарната система има и полуавтоматичен режим, при който управлението на пожарогасителите се командва от механик-водача. От версията Т-55М се монтира и система за гасене на напалм „Сода“.
За създаване на маскировъчна димна завеса се използва термодимова апаратура (ТДА). При нея помпа впръсква под налягане дизелово гориво в изпускателните колектори на танка и неговото изгаряне води до създаване на плътен бял дим. След 1983 г. от модификацията Т-55АД започва да се монтира система за изстрелване на 82-mm димни гранати 902Б „Туча“ – по 8 на всеки борд на куполата.
Т-55 има и оборудване за преодоляване на водни препятствия до дълбочина 5 m и дължина 700 m.
След началото на войната в Украйна през 2022 г. на руските танкове, които са разконсервирани и изпратени на фронта, се монтират метални навеси на куполата срещу атаки от дронове или ПТУР. 

## Варианти

### Т-54
- Т-54-1 или Т-54 (обр. 1946 г.) , известен и като Обект 137 – първият сериен вариант на танка с характерна купола с обратен наклон в основата си. Въоръжен е освен с едно 100-mm нарезно оръдие и с две курсови 7,62-mm картечници, разположени над веригите, както и една сдвоена с оръдието 7,62-mm картечница. Има маса 36 t.

- Т-54-2 или Т-54 (обр. 1949 г.)  – първа модификация на Т-54, при която е намалена челната броня, премахнато е обратното скосяване на част от куполата и двете курсови картечници над веригите са заменени с една в средата на челния брониран лист, добавена е въртяща се командирска куполка. Има маса 35,5 t.

- Т-54-3 или Т-54 (обр. 1951 г.)  – втора модификация на Т-54 с нова купола без засечки с обратен наклон по нея. Добавено е на предния брониран лист устройство за закрепване на минен трал.

- ОТ-54 или Обект 481 – огнеметна версия на Т-54 от 1954 г. На мястото на сдвоената с оръдието картечница е монтиран огнемет АТО-1, изстрелващ смес АП-7 на разстояние до 160 m.

- Т-54К – командирска версия на Т-54. На него се монтира допълнителна радиостанция Р-112, навигационна апаратура и зарядно устройство.

- Т-54А или Обект 137Г – модификация на Т-54 от 1955 г. Оръдието е снабдено с ежектор и стабилизатор във вертикална плоскост. Механик водачът е оборудван с инфрачервен прибор за нощно виждане.

- Т-54АК – командирска версия на основата на Т-54А. На него се монтира допълнителна радиостанция Р-112, навигационна апаратура ТНА-2 и зарядно устройство АБ-1-П/30.

- Т-54Б или Обект 137Г2 – модификация на Т-54 от 1955 г. Оръдието е Д-10Т2С и е снабдено с двуплоскостен стабилизатор СТП-2 „Циклон“. Добавен е прожектор с инфрачервен филтър Л-2 „Луна“ – в ранните версии е монтиран към маската на оръдието, а в по-късните – към куполата. Подът на бойното отделение вече е въртящ се. По-късно се добавя и инфрачервен нощен прицел за мерача.

- Т-54БК – командирска версия на основата на Т-54Б от 1958 г. На него се монтира допълнителна радиостанция Р-112, навигационна апаратура ТНА-2 и зарядно устройство АБ-1-П/30.

- Т-54АМ – модификация на Т-54А от 60-те години. Монтира се новият двигател В-55, боекомплектът на оръдието е увеличен на 43 снаряда. Мерачът има инфрачервеен нощен прицел. Веригите са с гуменометалически шарнири и се монтира нова радиостанция – Р123.

- Т-54М или Обект 137М – модификация на Т-54 от 1977 г., която модернизира моделите преди Т-54А до нивото на Т-54АМ.

- Т-54МК – командирска версия на основата на Т-54: от 1977 г. На него се монтира допълнителна радиостанция Р-112, навигационна апаратура ТНА-2 и зарядно устройство АБ-1-П/30.

### Т-55
- Т-55 или Обект155 – първият сериен вариант от 1958 г. Създаден на основата на Т-54Б.

- Т-55К – командирска версия на основата на Т-55 от 1959 г. На него се монтира допълнителна радиостанция Р-112, навигационна апаратура ТНА-2 и зарядно устройство АБ-1-П/30. Премахната е и курсовата картечница.

- ОТ-55 или Обект 482 – огнеметна версия на Т-55 от 1960 г. На мястото на сдвоената с оръдието картечница е монтиран огнемет АТО-200, изстрелващ смес АП-7 на разстояние до 160 m.

- Т-55А – модификация на Т-55 от 1962 г. Танкът е съоръжен с допълнителна защита срещу проникващата радиация. Отново се монтира 12,7-mm зенитна картечница ДШК-М.

- Т-55АЖ – модификация на Т-55А от 1975 г. Танкът е съоръжен с лазерен далекомер.

- Т-55М – модификация на Т-55 от 1977 г. Поставена е допълнителна броня на куполата и корпуса. Монтират се и гумени противокумулативни екрани, защитаващи ходовата част. Танкът има система за управление на огъня „Волна“ и система за изстрелване на лазерно управляеми ракети „Бастион“. Оръдието има вече топлозащитен кожух. Двигателят е В-55У – 620 к.с. Монтира се и система за гасене на напалм „Сода“.

- Т-55М-1 – вариант на Т-55М с многогоривен дизелов двигател В-46-5М с мощност 690 к.с.

- Т-55АМ – модификация от 1983 г., която модернизира танковете на Т-55А до ниво Т-55М.

- Т-55АМ-1 – вариант на Т-55АМ с многогоривен дизелов двигател В-46-5М с мощност 690 к.с.

- Т-55АМ1 – експортен вариант на Т-55А. Има система за управление на огъня „Волна“, бордови противокумулативни екрани, система за гасене на напалм „Сода“.

- Т-55АМ2 – експортен вариант на Т-55АМ.

- Т-55АД – модификация на Т-55А от 1983 г. Двигателят е В-55У – 620 к.с. Танкът е съоръжен със система за защита от управляеми противотанкови ракети „Дрозд“ и бордови противокумулативни екрани. Монтират се и 8 димни гранати „Туча“.

- Т-55АД-1 – вариант на Т-55АД с многогоривен дизелов двигател В-46-5М с мощност 690 к.с.

- Т-55АМВ – модификация на Т-55АМ от 1985 г. Танкът е съоръжен допълнително с навесна реактивна броня на куполата и страничните бордове, защитаващи ходовата част. Двигателят е В-55У – 620 к.с. Монтира се и система за управление на огъня „Волна“ и система за изстрелване на лазерно управляеми ракети „Бастион“.

- Т-55МВ – модификация на Т-55М от 1985 г. с монтирана допълнително навесна реактивна броня на куполата и страничните бордове, защитаващи ходовата част и система за управление на огъня „Волна“.

- Т-55МВ-1 – вариант на Т-55МВ с многогоривен дизелов двигател В-46-5М с мощност 690 к.с.

- Т-55М5 – дълбока модернизация на Т-55, разработена от Омския завод[16]. На танка се монтира вградена динамична защита и бордови противокумулативни екрани, нова система за управление на огъня, топлозащитен кожух на оръдието, което е 100-mm Д10-Е2С, система за изстрелване на лазерно управляеми ракети, комбиниран прибор за наблюдение на механика-водача ТВК-3 и модернизиран командирски прибор ТКН-1СМ. Двигателят е с мощност 690 к.с.

- Т-55М6 – проект за дълбока модернизация на Т-55. Ходовата част е променена и удължена, а опорните ролки са 6, като може да се монтират и ролки от други модели – като Т-72 или Т-80. Монтира се нова купола на основата на куполата от Т-72Б, 125-mm гладкостволно оръдие с автоматично пълнене. Двигателят е с мощност 690 к.с. Поради високата цена за модернизация към тази разработка не е проявен интерес и е построен само един опитен екземпляр.

## Чуждестранни варианти

### Т-54
Египет
- Ramses II или T-54E (E – Egyptian) – дълбока модернизация на Т-54. Първият прототип е изработен още през 1987 г., но реално е модернизиран през 2004 – 2005 г. Целта е да се достигне нивото на американския танк M60A3. Задвижва се от американски турбодизелов двигател TCM AVDS-1790-5A с мощност 908 к.с., а корпусът е удължен с 1 метър заради новия тип горивни резервоари. Трансмисията е германска – хидромеханична Renk RK-304. Окачването е хидропневматично, като опорните ролки са по 6, идентични с тези на  М48 Патън. Оръдието е 105-mm нарезно M-68. Добавен е инфрачервен прожектор от М60 Патън. Системата за управление на огъня е SABCA Titan Mk I, включваща прицел Avimo TL10-T, лазерен далекомер, метеосензор, балистичен изчислител, вграден в окуляра графичен дисплей. Масата на танка е 48 t.

Израел
- Tiran-4 – модификация на пленени сирийски и египетски Т-54. Запазено е оригиналното 100-mm оръдие, но се направени дребни промени по куполата – добавени са нови сандъци за оборудване в задната ѝ част, допълнителни туби с вода, нов изход за антената, капакът на пълнача се отваря назад. Над оръдието се монтира 12,7-mm картечница Browning M2HB, Сдвоената картечница е заменена със 7,62-mm Browning M1919A4. По още една такава картечница се монтира до люковете на командира и пълнача. От дясната страна на куполата е монтиран и 60-mm миномет.

- Tiran-4Sh (Sh – от sharir – силен) – модификация на пленени Т-54. Въоръжени са със 105-mm нарезно оръдие Royal Ordnance L7, прицел от „Шърман“, нови инфрачервени прожектори. Добавена е климатична инсталация, нова система за управление на огъня и нощно виждане, отзад на корпуса е изведена телефонна кутия за връзка с пехотата.

Иран
- Safir-74 – Модификация на пленени иракски Т-54. Имат промени по двигателя, трансмисията и системата за управление на огъня. Вероятно част от тях са въоръжени със 105-mm оръдие.[17]

Китай
- Тип 59 (WZ-120) – версия на Т-55, произвеждана в Китай. Първоначално се използват оригинални части, но впоследствие са заменени от изцяло китайски компоненти. За разлика от оригиналния Т-54А китайската версия няма инфрачервени фарове. Двигателят е дизелов 12150L V-12 с мощност 520 к.с.
- Тип 59-I (WZ-120A) – модификация Тип 59-I е оборудвана с лазерен далекомер,
- Тип 59-II (WZ-120B) – модификация с ново оръдие – 105-mm нарезно Тип 81 (китайска версия на британското оръдие L-7).
- Тип 59-IIA – модификация с топлозащитен кожух на оръдието и гумирани защитни бордове.
- Тип 59Gai (BW-120K) – опитна версия със 120-mm гладкостволно оръдие на Rheinmetall Rh-120-L44.
- Тип 59D (WZ-120C) – модификация с динамична защита и 105-mm нарезно оръдие Тип 83-I (83A) (китайска версия на британското оръдие L-7).
- Tип 59D-I (WZ-120C-I) – експортна версия с топлозащитен кожух на оръдието и 105-mm нарезно оръдие Тип 79 (китайска версия на британското оръдие L-7).
- Тип 59R – експортна версия с нова система за управление на огъня, система за протиоватомна защита, гумирани защитни бордове и 105-mm нарезно оръдие Тип 79.
- Тип 59G – експортна версия с нова купола, навесна динамична защита, нова система за управление на огъня, двигател 580 или 1200 к.с., 120-mm или 125-mm гладкостволно оръдие (Rh-120-L44 или нелицензионно копие на 2А46).
- Тип 59 – 16 – прототип на лекия танк Тип 62 от 1960 година със 76,2-mm нарезно оръдие Тип 54-76T.
- Тип 62 (WZ-131) – лек танк – първа серийна модификация от 1963 г. с 85-mm нарезно оръдие Тип 62-85TC. Масата на танка е 20,5 t.
- Тип 62-I (WZ-131-I) – модификация на Тип-62 с лазерен далекомер и гумирани защитни бордове от 1979 г. с 85-mm нарезно оръдие Тип 62-85TC.
- Тип 70 (WZ-132A) – Тип 62\62-I с обновено оборудване и електроника с 85-mm нарезно оръдие Тип 62-85TC.
- Тип 62G (WZ-132) – нова купола от заварени листове, навесна динамична защита, стабилизатор във вертикална плоскост и 105-mm нарезно оръдие Тип 81 (китайска версия на британското оръдие L-7).

Полша
- T-54 A – лицензно производство от 1956 до 1963 г. Полска модификация на Т-54А.
- T-54 AD (D – dowodczy – командирски) – командирска версия на Т-54А с допълнителна радиостанция.
- T-54 AМ – модификация на Т-54А. Усъвършенстванията от полска страна са: въртящ се под в бойното отделение, хидравличен усилвател на механизма за завиване, добавяне на 3 външни резервоара за гориво, което налага сандъкът със ЗИП да се монтира отстрани на куполата. Решетките за достъп към моторно-трансмисионното отделение са овални.

Чехословакия
- T-54 A – версия на Т-54А. Отличава се с по-добро качество от оригинала и е предпочитан от държавите извън Варшавския договор. Външната отлика от оригинала са подобреният външен достъп до моторно-трансмисионното отделение и овалните решетки на капаците над двигателя.

- T-54 AR (R – от rieka – река) –модификация на Т-54А, с оборудване за преодоляване на водни пространства.

- T-54 AM – лицензна версия на Т-54Б.

- T-54 AMK – вариант на командирския Т-54БК.

### Т-55
Виетнам
- T-55M3 – дълбока модернизация на Т-55 с израелска и словенска помощ. Танкът е въоръжен със 105-mm нарезно оръдие L7/M68, зенитната картечница е 12,7-mm НСВТ. Двигателят е германски дизелов MTU MT881 с мощност 1000 к.с. Защитата е подобрена с израелска навесна броня Blaser. Съоръжен е със система за управление на огъня Fotona SGS-55 с интегриран дигитален балистичен изчислител, лазерен далекомер, прицел SGS-55 със стабилизация на меренето в две плоскости, метеодатчик. [18]

Египет
- T-55E MK I (E – Egyptian) – модернизация на Т-55 с нов, по-мощен двигател – 650 к.с. Монтира се система за управление на огъня с лазерен далекомер и балистичен изчислител. Запазва се оригиналното 100-mm оръдие. Масата на танка нараства на 41 t.

- T-55E MK II модернизация на Т-55 от средата на 90-те години. Монтира се нов, германски двигател с мощност 880 к.с. Оригиналното оръдие е заменено със 105-mm M68. Усилена е бронировката, а масата на танка нараства на 44 t.

Израел
- Tiran-5 – модификация на пленени Т-55. Запазено е оригиналното 100-mm оръдие, но се направени дребни промени по куполата – добавени са нови сандъци за оборудване в задната ѝ част, допълнителни туби с вода, нов изход за антената, капакът на пълнача се отваря назад. Над оръдието се монтира 12,7-mm картечница Browning M2HB. Сдвоената картечница е заменена със 7,62-mm Browning M1919A4. По още една такава картечница се монтира до люковете на командира и пълнача. От дясната страна на куполата е монтиран и 60-mm миномет. Отзад на корпуса е изведена телефонна кутия за връзка с пехотата, светлините са заменени с тези от M-60.

- Tiran-5Sh (Sh – от sharir – силен) – модификация на пленени Т-55. Въоръжени са със 105-mm нарезно оръдие Royal Ordnance L7M68, прицел от американския танк „Шърман“, нови инфрачервени прожектори. Добавена е климатична инсталация, нова система за управление на огъня и за нощно виждане. На някои машини се монтира отпред и гребло.

- Ti-67 – модификация на пленени Т-55, съоръжени с реактивна броня Blazer.

- Ti-67S – модификация на пленени Т-55, съоръжени с реактивна броня Blazer. Двигателят е американски дизелов 8V-71T с 609 к.с., с полуавтоматична електромеханична трансмисия. Стабилизаторът на оръдието е американски Cadillac-Gage-Textron, а системата за управление на огъня е EL-OP Matador. Въоръжен е със 105-mm нарезно оръдие Royal Ordnance L7M68.[19]

Ирак
- T-55 Enigma – модернизация на Т-55 от 1989 г. Танкът е въоръжен със 125-mm гладкостволно оръдие и зараждащ механизам от Т-72, което води до увеличаване височината на куполата. Екипажът е от трима души. Защитата е подобрена с допълнителна композитна броня, разположена в челната част на корпуса и куполата. Добавени са и бордови противокумулативни екрани. Масата на танка е 40 t.

Иран
- Safir-86 – Т-55 с допълнителна защита на корпуса и куполата с навесна реактивна броня и въоръжен със 105-mm оръдие.[20]

Китай
- Тип 69 (WZ-121) – първоначална версия на основата на Тип 59 със 100-mm гладкостволно оръдие Тип 69.
- Тип 69-I – модификация със съветска система за нощно виждане „Луна“, усилено брониране и 100-mm гладкостволно оръдие Тип 69.
- Тип 69-II(A) – ново 100-mm гладкостволно оръдие Тип 69-II, лазерен далекомер, двуплоскостен стабилизатор.
- Тип 69-IIB – экспортна командирска версия на Тип 69-II(A).
- Тип 69-IIC – командирска версия на Тип 69-II(A).
- Тип 69-IIG – експортна модификация със 100-mm гладкостволно оръдие Тип 69-II (за Ирак) или 120-mm гладкостволно оръдие Rheinmetall Rh-120-L44 (за Бангладеш).
- Тип 79 (Тип 69-III) (WZ-121D) – дълбока модификация на Тип 69-II със 105-mm нарезно оръдие Тип 83-I (китайска версия на британското оръдие L-7).

Полша
- T-55AD-1 и T-55AD-2 – командирски версии на T-55A. Версията T-55AD-1 е с радиостанция R-130, а T-55AD-2 – с Р-123.

- T-55AM Merida – модернизация на Т-55А от 1985 г. Танкът има усилена броня на куполата, челните бронирани листове и дъното, както и бордови противокумулативни екрани. Новост е системата за управление на огъня Merida („Мерида“), включваща интегриран в прицела лазерен далекомер, балистичен изчислител, дневно-нощен прицел, метеосензор. Монтира се и полска система за откриване на облъчване от противникови лазерни прицели WPL-1 „Bobrawa“, както и димни гранати WPD-1 „Tellur“ и WWGD-1 „Erb“. Допълнителното оборудване включва рентгенометър OPS-68M1, и оборудване за обеззаразяване ZOD-2. Двигателят е W-55UWAx с мощност 640 к.с. Масата на танка нараства до 42 t.

- T-55AD-1M и T-55AD-2M – командирски версии на T-55AM Merida. Различават се по монтираните допълнителни радиостанции. T-55AD-1M има радиостанция Р-130, а T-55AD-2M – Р-123. По-късно Р-130 са заменени с втора Р-123.

- T-55AM2BP – лицензна версия на чехословашките T-55 AM2-B.

- T-55U (или T-54AM2) – модернизация на Т-54 до ниво на Т-55А.

Румъния
- TR-580 или TR-77-580 (Tanc Românesc Model 580) – румънска разработка на основата на Т-55 от средата на 70-те години. Корпусът е удължен и ходовата част е с 6 опорни ролки с по-малък диаметър от оригиналните. Моторно-трансмисионното отделение е малко по-високо от останалата част на корпуса. Монтирани са и метални противокумулативни екрани на бордовете. Оръдието е A-308 – румънска версия на Д-10Т2С. Куполата е с променена форма. Масата на танка е 38,2 t.

- TR-580M – модернизирана версия на TR-580 с лазерен далекомер.

- TR-85 – модификация, разработвана успоредно с TR-580, но поради липсата на достатъчно мощен двигател, пусната в производство едва през 1985 г. Машината е оборудвана с 8-цилиндров германски дизелов двигател 8VS-A2T2 с мощност 800 к.с. Оръдието е 100-mm A-308 с топлоизолационен кожух и китайски лазерен прицел Yangzhou TLRLA. Масата на танка нараства поради увеличената броня на 42,2 t.

- TR-85M1 Bizonul – модернизация на TR-85 от 1999 г. Бронята е усилена до 200 mm на челните листове и 320 мм в челната част на укполата. Системата за управление на огъня е румънска Ciclop-M – с лазерен далекомер и балистичен изчислител. Над оръдието е монтиран френски топловизор на SAGEM. Масата на танка нараства на 50 t.

Словения
- T-55S – модернизация от края на 90-те на словенските Т-55. Оригиналното оръдие е заменено с L7 – 105-mm нарезно с топлозащитен кожух. На корпуса и куполата е монтирана реактивна броня. Системата за управление на огъня включва прицел Fotona SGS-55 с лазерен далекомер и цифров балистичен изчислител. Танкът има детектор за облъчване от противников лазерен далекомер LIRD-1A, който е свързан със системата за димни гранати IS-6. Двигателят V55 е с мощност 600 к.с. Масата на танка е 38 t.

Сърбия
- T-55H – модернизация на Т-55, предназначена за експорт. Защитата е усилена с навесна реактивна броня и бордови гумени противокулулативни екрани, двигателят е с мощност 780 к.с. Има и нова система за управление на огъня, както и детектори за облъчване с противникови лазерни далекомери. Масата на танка е 40 t.

Украйна
- Т-55АГМ – модернизация на Т-55 на Харковското ОКБ, която е многовариантна – в зависимост от желанието на клиента на танка може да се монтира или 125-mm гладкостволно оръдие КБМ1, или 120-mm гладкостволно оръдие КБМ2, използващо боеприпаси по стандарти на НАТО. Двигателят е многогоривен дизел 5ТДФМ с мощност 850 к.с. Системата за управление на огъня включва прицел 1К14, със стабилизирана в две плоскости линия на визиране и 10-кратно увеличение, вграден лазерен далекомер, цифров балистичен изчислител, топловизорен прицел ПТТ-М с топловизионна камера MATIS на френската фирма SAGEM, командирски прибор за наблюдение и прицел ПНК-4С. Динамичната защита е от ново поколение – „Нож“.[21]

- Т-55МВ – модернизация на Т-55, включваща нова система за управление на огъня с цифров балистичен изчислител „Волна“, реактивна броня на корпуса и куполата „Контакт-5“.

- Т-55-64 – разработка от 2000 г., използваща корпуса и ходовата част на Т-64 и куполата и оръдието на Т-55.

Финландия
- T-55M – модификация на Т-55М с нова система за управление на огъня – FCS-FV/K, нов дизайн на траковете, зенитната картечница ДШЩ е заменена с 12,7-mm НСВТ, добавени са 76-mm Wegmann димни гранати и 71-mm минохвъргачка Lyran.

Чехословакия
- T-55 AM1 – първи етап от модернизацията на Т-55А от 1981 г. На танка се установява система за управление на огъня Kladivo („Кладиво“), както и със система за откриване и оповестяване на облъчване с лазерен прицел SDIO.

- T-55 AM2 – втори етап от модернизацията на Т-55А от 1985 г. Освен системата за управление „Кладиво“ и системата за откриване SDIO са добавени допълнителна броня на куполата, корпуса и бордовете. Двигателят е V-55АМ2 с мощност 620 к.с. Оръдието е съоръжено с топлозащитен кожух. Добавена е система за гасене на напалм „Сода“. Масата му нараства на 41,5 t.[22]

- T-55AM2-B – версия на модификацията Т-55АМ2, съоръжена със система за изстрелване на лазерно управляеми ракети „Бастион“.

Югославия
- T-55AI „Igman“  – югославска модификация на Т-55, на която са добавяни компоненти от танка М-84 – югославски вариант на Т-72. В експортната му версия е предвидено ново 105-mm нарезно оръдие.

## Машини на основата на Т-54/Т-55

### Съветски разработки
- БТС-2 (Бронированный тягач средний) – брониран влекач на основата на Т-54.

- БТР-Т – тежък верижен бронетранспортьор.

- ГТУ-1 – универсален влекач, пригоден за ремонтно-евакуационни дейности. Съоръжен е с лебедка и булдозерно гребло.
- ЗСУ-57-2 – зенитна установка на основата ходовата част на Т-54

- ИМР-1 – инженерна машина за разчистване, съоръжена с булдозерно гребло и телескопична стрела.

- Обект 604 – турбореактивна машина за разминиране. Не е произвеждана серийно.

- МТУ-20 – мостопоставяч. Дължина на поставяния мост – 20 m.

- МТУ-55 – мостопоставяч. Дължина на поставяния мост – 16 m.

- Самоходна артилерийска установка СУ-122-54СУ-122-54 или Обект 600 – самоходна артилерийска установка, въоръжена със 122-mm оръдие. След средата на 60-те години са преоборудвани като влекачи.
- ХТВ-55 – машина за обучение на механик-водачи.[23]

### Разработки на други държави

#### Великобритания
- T-55AM Marksman – зенитна самоходна установка Marksman с ходова част на Т-55, на въоръжение във финландската армия.

#### Германия
- BLG-60 – мостопоставяч, разработен в ГДР. Дължина на поставяния мост – 20 m.[24]
- BLG-60M – модификация на мостопоставяча BLG-60, позволяваща да се свържат три моста с обща дължина 52 m.
- BLG-60M2 – модификация на мостопоставяча BLG-60, при която мостът е разширен с 20 cm заради навлизането на новите танкове Т-72.

#### Израел
- Achzarit – тежък верижен бронетранспортьор на основата на пленени египетскии и сирийски Т-54 и Т-55.

#### Индия
- TBHA – тежък верижен бронетранспортьор.

#### Ирак
- BTS-Saddam – тежък верижен бронетранспортьор, на основата на съветския БТС-2, съоръжен допълнително с 12,7-mm зенитна картечница ДШК.

#### Полша
- WZT-1 – брониран влекач, произвеждан по лиценз на съветския БТС-2.
- WZT-2 – брониран влекач, на основата на Т-55.
- BLG-67 – мостопоставяч, полска разработка на източногерманския BLG-60. Дължина на поставяния мост – 20 m.
- BLG-67M – мостопоставяч, полска разработка на източногерманския BLG-60M.
- BLG-67M2 – мостопоставяч, полска разработка на източногерманския BLG-60M2.
- B-72 „Klon“ – прототип на инженерна машина за разчистване, съоръжена с булдозерно гребло и телескопична стрела, на основата на WZT-2 и BLG-67.

#### Румъния
- TCZ-580 – ремонтно-евакуационна машина на основата на TR-580 – румънската версия на Т-55.

Словакия
- UOS-155 „Belarty“  – инженерна машина, съоръжена с булдозерно гребло, стрела с ескаваторна кофа и миночистачно устройство.[25]

Сърбия
- ВИУ-55 „Муња“ – бронирана ремонтно-евакуационна машина.

Украйна
- БМП-55 – бойна машина на пехотата, разработена през 2000 г.
- ГПМ-54 – верижна противопожарна машина, разработена в края на 70-те години. През 2005 г. е създадена модернизираната версия ГПМ-54-01[26]

Чехословакия
- JVBT-55A – ремонтна машина, съоръжена с булдозерно гребло и 15-метров кран.
- JVBT-55KS (kapitalstické státy – капиталистически страни) – експортна версия на JVBT-55A за страни извън Варшавския договор.
- MT-55A – мостопоставяч. Дължина на поставяния мост – 18 m.
- MT-55KS (kapitalstické státy – капиталистически страни) – експортна версия на MT-55 за страни извън Варшавския договор.
- SPOT-55 – верижна противопожарна машина, съоръжена с булдозерно гребло, две помпи и резервоари с 11 t вода [27]
- T-55C2 – учебна машина за механик водачи. Куполът с оръдието е заменен с малка куполка с един люк. Масата му е 22,8 t.
- VT-55A – ремонтно-евакуационна машина.
- VT-55KS (kapitalstické státy – капиталистически страни) – експортна версия на ремонтно-евакуационна машина за страни извън Варшавския договор.
- Чехословашка противопожарна машина SPOT-55VZ-55A – брониран влекач.

Югославия
- T-55TZI – югославска версия на чехословашката ремонтно-евакуационна машина VT-55A.

## Бойно използване
- Унгарско въстание (1956 г.) – първото бойно използване на танкове Т-54. В хода на операция „Вихър“ за подавяне на въстанието съветските 38-а общовойскова и 8-а механизирана армии, в чийто състав са 31-ва танкова, 11-а и 13-а гвардейски, 27-а механизирани дивизии, използват танкове Т-54 и Т-54А[28].
- Шестдневната война (1967 г.) – използвани са в състава на египетските и сирийските войски. Първият сблъсък на египетските Т-54 с израелските танкове „Центурион“ на 200-на танкова бригада Шадми е на 5 юни и завършва с поражение на египетските части. На 6 юни египетските танкове на 4-та танкова дивизия отблъскват успешно леките танкове AMX-13 на 60-а израелска танкова бригада, но след появата на рота танкове „Центурион“ египетските танкове се оттеглят след сериозни загуби. Част от танковете са пленени от израелската армия и след като са модернизирани, са използвани от нея.
- Операция „Дунав“  (1968 г.) – използвани в състава на Съветската армия при окупацията на Чехословакия от войските на Варшавския договор. Общо от съветска страна вземат участие 6300 танка, повечето от които Т-54Б и Т-55.Съветски танкове Т-55 по улиците на Прага по време на Операция „Дунав“
- Операция Равив (1969 г.) – израелска атака срещу египетските войски в т.нар. Война на изтощение, при която са използвани 6 танка Tiran-5 – модифицирани пленени Т-54.
- Черният септември (1970 г.) – при въоръжения конфликт между Палестинския демократичен фронт за освобождение и кралство Йордания на страната на палестинците се намесва Сирия, която изпраща войски, включително танкове Т-55.
- Трета индийско-пакистанска война (1971 г.) – използвани са от двете страни. Пакистанската армия разполага с китайски Тип 59, а индийската – със съветски Т-54. Тъй като външно са неотличими, за да се отличават в боя, пакистанските танкове са били маркирани с бели ивици на куолата, а на индийските са монтирани псевдоежектори, наподобяващи на британското оръдие L7.[29]
- Т-54А от 202-ра танкова бригада, пръв влязъл в двора на президентския дворец в Сайгон на 30 април 1975 г. Днес на постамент в двора на двореца. Войната във Виетнам  (1964 – 1975 г.) – от 1972 г. северовиетнамската армия използва танкове Т-54 в боевете срещу южновиетнамската армия и американски части. Първият сблъсък, при който саизползвани танкове Т-54 е през 1971 г. в Лаос, когато танкове на северновиетнамската армия се сблъскват с американски танкове М41. Освен танкове Т-54 северновиетнамските войски получават и китайски Тип 59 и Тип 63 (плаващи танкове на основата на ПТ-76). На 30 април 1975 г. танкове Т-54А завземат президентския дворец в столицата на Южен Виетнам – Сайгон. Днес първата машина е изложена през Музея на виетнамската народна армия.
- Войната от Йом Кипур (1973 г.) – танкове Т-55 са използвани както от страна на Египет и Сирия, така и от страна на Израел – модифицираните Tiran-5.Унищожен иракски Т-55 по време на Войната в Персийския залив 1991 г.
- Гражданска война в Ангола (1975 – 2002 г.) – танкове Т-54 са използвани от анголската армия през 80-те години срещу групировката УНИТА.
- Война за Огаден (1977 – 78 г.) – конфликт между Сомалия и Етиопия, в който сомалийските части използват танкове Т-54 и Т-55.
- Чадско-либийски конфликт (1978 – 1987 г.) – танковете са използвани от либийската армия.
- Виетнамско-Камбоджанска война (1978 – 1989) – правителствените войски на Камбоджа, подкрепяни от Виетнам, използват срещу партизанските части на червените кхмери танкове Т-54 и Т-55, доставяни от Виетнам и СССР.
- Китайско-виетнамска война (1979 г.) – при нахлуването във Виетнам китайските войски използват средни танкове Тип 59 и леки танкове Тип 62.
- Афганистанската война (1979 – 1989 г.) – използвани са от съветската армия. С тях са въоръжени танковите батальони към мотострелковите полкове. Използвани са основно за съпровождане на транспортни колони или за усилване на мотострелкови, парашутно-десантни и десантно-щурмови подразделения.[30]
- Ирано-иракска война  (1980 – 1988) – иракската армия използва в боевете съветски и чехословашки Т-55 срещу иранските „Чифтън“ и М60А1. Поради оръжейното ембарго и двете страни в хода на войната купуват танкове от Китай – Иран получава 750 танка Тип 59, а Ирак – над 1000 Тип 69 и 700 Тип 59.
- Операция „Мир за Галилея“ (1982 г.) – по време на гражданската война в Ливан през 1982 г. сирийската армия използва Т-55 срещу израелските сили, но търпи тежки загуби от израелските танкове „Меркава“. Организацията за освобождение на Палестина също разполага с танков полк, състоящ се от 40 – 50 танка Т-54. Израелските танкове Т-54 и Т-55 не влизат в бойни действия, а са използвани в християнските райони за блокиране на плаестинските позиции. [31]
- Войната в Персийския залив  (1990 – 1991 г.) – иракската армия използва Т-54, Т-55, Тип 59 и Тип 69. Тъй като голяма част от тях са били в частите, развърнати по границата, повечето от тях са уинщожени още от артилерийската подготовка на съюзниците и вертолетни атаки. Останалата част е унищожена при преки сражения с американските М1 „Ейбрамс“ и британските „Чаланджър“.
- Конфликтът в Нагорни Карабах (1991 – 1994 г.) – армията на Азербайджан използва Т-55 срещу арменските сили.
- Хърватско-югославска война (1991 – 1995 г.) – и югославската и хърватската армия използват Т-55 в боевете.
- Войната в Абхазия (1992 – 1993 г.) – и грузинците, и абхазците използват танкове Т-55 във въоръжения конфликт.
- Войната в Босна и Херцеговина (1992 – 1995 г.) – Т-54 и Т-55 са използвани от трите страни в конфликта – хървати, сърби и бошняци.
- Втората иракска война (2003 г.) – иракската армия използва Т-54, Т-55, както и китайски Тип 69.
- Войната в Южна Осетия (2008 г.) – войските на Южна Осетия използват Т-55 в конфликта.
- Гражданска война в Сирия (2011 – ? г.) – Т-55 се използват се от сирийската армия и като трофейни от силите на бунтовниците срещу режима.
- Руско нападение над Украйна (2022 – ? г.) – няколко месеца след нападението на Русия над Украйна на 24 февруари 2022 г. украинската армия получава от Словения 28 модернизирани танка T-55S[32]. От своя страна руската армия изпраща на фронта през есента на 2022 г. разконсервирани от съхранение танкове Т-54 и Т-55. На някои от машините се монтират метални навеси на куполата срещу атаки от дронове или ПТУР. Танковете се използват както за стрелба от закрити огневи позиции, така и като безекипажни машини камикадзе за атакуване на укрепени позиции. Според нидерландския сайт Oryx към края на втората година от войната са унищожени един Т-54-3, 1 Т-54/55 и два Т55А на руската армия и 2 T-55S на украинската армия[33][34].

## Оператори

### Настоящи
- Азербайджан – 95 Т-55 към 2012 г. [35]
- Алжир – 270 Т-54 и Т-55 към 2012 г.[36]
- Ангола – около 200 Т-54 и Т-55 към 2012 г.[37]
- Армения – 3 Т-54 и 5 Т-55 към 2012 г.[38]
- Афганистан – неизвестно количество към 2014 г. от общо 1005 доставени от СССР[39]
- Бангладеш – 232 Тип 59 и Тип 69.[40] От Египет са доставени 30 Т-54 през 1954 г. и от Китай – 386 Тип 59 и Тип 69. [39]
- Босна и Херцеговина – 162 Т-54 и 5 Т-55 към 2012 г.[41]
- Виетнам – 850 Т-54 и 5 Т-55 и 350 Тип 59 към 2012 г.[42] СССР доставя 400 Т-54 в периода 1970 – 1972 и 600 Т-55 през 1973 – 1975, а 350 Тип 59 са доставени от Китай през 1970 – 1972. [39]
- Гвинея – 8 Т-54 към 2012 г.[43], доставени от СССР през 1974 г. [39]
- Грузия – 23 Т-55 на съхранение към 2012 г.[44]
- Египет – 260 Ramses II в активна служба и 850 Т-54 и Т-55 на съхранение към 2012 г.[45] Общо са получени 1200 Т-54 и 700 Т-55 от СССР. [39]
- Еритрея – 270 Т-54 и Т-55.[46] От тях 120 Т-55 са доставени от България през 2005 г. [39]
- Етиопия – общо около 270 Т-54, Т-55 и Т-62 към 2012 г.[47] От СССР са доставени 200 Т-54 и 900 Т-55, от Беларус – 40 Т-55, от България – 190 Т-55, от ГДР – 60 Т-54 и 50 Т-55 и от Либия – 90 Т-55. [39]
- Еритрея – 270 Т-54 и Т-55 към 2012 г.[48] По данни на Stockholm Internation Peace Research Institute имат само 120 Т-55. [39]
- Замбия – 10 Т-55 и 20 Тип 59 към 2012. [49] От СССР са доставени общо 5 Т-54 и 20 Т-55 г. [39]
- Ирак – 76 Т-55 към 2012 г. [50] От СССР са доставени 300 Т-54 и 700 Т-55, от ГДР – 50 Т-55, от Египет – 250 Т-55, от Полша – 500 Т-55, от Румъния – 150 TR-580, от Китай – 1000 Тип 59 [39]
- Иран – общо 540 Т-54, Т-55, Safir-74 и Тип 59.[51]
- Йемен – 450 Т-54 и Т-55 към 2012 г.[52]
- Камбоджа – над 100 Т-55 и над 150 Тип 59 към 2012 г. [53] От СССР са доставени 10 Т-54 и 115 Т-55, от Чехия – 40 Т-55АМ-2, от Полша – 50 Т-55АМ-2, от Сърбия – 60 Т-55, от Украйна – 100 Т-55. [39]
- Република Конго – 25 Т-54 и Т-55 и 15 Тип 59. [54]
- Демократична република Конго – 32 Т-55 и 12 – 17 Тип 59 към 2012 г. [55]
- КНДР – общо над 3500 Т-34, Т-54, Т-55, Т-62 и Тип 59. [56] От СССР са доставени 700 Т-54 и 800 Т-55, а от Китай – 50 Тип 59. [39]
- Бряг на слоновата кост – 10 Т-55 към 2012 г. (вероятно небоеспособни). [57]
- Куба – общо 900 Т-34, Т-54, Т-55 и Т-62 към 2012 г. [58] От СССР са доставени общо 1325 Т-55. [39]
- Лаос – 15 Т-54 и Т-55 към 2012 г. [59] От СССР са доставени 15 Т-54 и 15 Т-55.[39]
- Либия неизвестно количество Т-55 към 2012 г. [60] От СССР са доставени 800 Т-55 – 100 през 1970 – 1971 г. и 700 през 1976 – 1977; и 2250 Т-55 – 100 през 1971 г., 150 през 1973 г. и 2000 през 1977 – 1978 г. [39]
- Латвия – 3 Т-55 към 2012 г. [61]
- Либия – неизвестно количество Т-55, Т-62 и Т-72 към 2012 г. [62] От СССР са доставени 800 Т-54 в периода 1970 – 1977 г. и 2250 Т-55 в периода 1974 – 1978 г. [39]
- Ливан – 233 Т-54 и Т-55 към 2012 г. [63] Официално на Ливан са доставени 180 танка Т-54 и Т-55 като помощ от Сирия през 1992 – 1993 г. [39]
- Мавритания – 35 Т-54 и Т-55 към 2012 г. [64] От СССР са доставени 35 Т-55 през 1991 – 1992 г. и 16 Т-55АМ-2 от Полша през 2002 г. [39]
- Мали – 12 Т-54 и Т-55 към 2012 г. [65]
- Мианмар – 10 Т-55 към 2012 г. [66]
- Мозамбик – над 60 Т-54 и Т-55 към 2012 г. [67] От СССР са доставени 60 Т-54 през 1982 г. и 110 Т-55 през 1983 – 1985 г. [39]
- Монголия – 370 Т-55 към 2012 г. [68] От СССР са доставени 250 Т-54 през 1960 г. и 250 Т-55 в периода 1964 – 1967 г. [39]
- Намибия – неизвестно количество Т-54 и Т-55 (вероятно небоеспособни) към 2012 г. [69]
- Нигерия – 100 Т-55 (вероятно небоеспособни) към 2012 г. [70]
- Никарагуа – 62 Т-55 и 65 Т-55 в резерв към 2012 г. [71] От СССР са доставени 20 Т-54 през 1985 г. и 116 Т-55 в периода 1984 – 1987 г. От неизвестен доставчик през 1981 г. са получени 20 Т-55.[39]
- Пакистан – 51 Т-55 и 1100 Тип 59 към 2012 г. [72] От Китай са доставени 1675 Тип 59 на четири транша от1965 до 1988 г., а от СССР – 100 Т-54 и 100 Т-55 през 1969 г. [39]
- Перу – 165 Т-55 и 75 Т-55 в резерв. [73] От СССР са доставени 24 Т-54 през 1973 г. и 280 Т-55 през 1974 – 1975 г. [39]
- Руанда – 24 Т-54 и Т-55 към 2012 г.
- Румъния – 249 Т-55, 42 TR-580 и 54 TR-85 M1 към 2012 г. [74] От СССР са доставени общо 1250 Т-55 на два транша в периода 1970 – 1977 г. [39]
- Сирия – 2250 Т-55 към 2012 г. [75] От СССР са доставени 850 Т-54 и 1375 Т-55[39]
- Судан – 300 Т-54 и Т-55, 60 Тип 59 към 2012 г. [76] От СССР са доставени 50 Т-54 през 1969 – 1970 г. и 50 Т-55 през 1970 г., от Беларус са доставени 9 Т-55 през 1996 г. и 60 Т-55 АМ-2 през 1998 – 2001 г., от Полша – 20 Т-55 АМ-2 през 1999 г., от Украйна – 60 Т-55 през 2010 – 2011 г. и от Китай – 50 Тип 59 през 1972 г.
- Танзания – 30 Т-54 и 15 Тип 59 към 2012 г. [77] От ГДР са доставени 30 Т-54 през 1979 г. и от Китай – 30 Тип 59 през 1971 – 1973 г. [39]
- Того – 2 Т-54 към 2012 г. [78], доставени от Либия през 1982 г. [39]
- Уганда – 185 Т-54 и Т-55 към 2012 г. [79] От СССР са доставени 16 Т-54 през 1974 г., от Беларус – 10 Т-55АМ-2 през 2000 г., от България – 28 Т-55 през 1998 г., от Русия – 23 Т-55АМ-2 през 2009 г., от Украйна – 112 Т-55 през 2005 – 2009 г. [39]
- Украйна – 112 Т-55 към 2012 г. [80]
- Уругвай – 15 Ti-67S към 2012 г. [81], доставени от Израел през 1997 г. [39]
- Хърватия – 186 Т-55 към 2012 г. [82]
- Централноафриканска република – 3 Т-55 (вероятно небоеспособни) към 2012 г. [83] Доставени са общо 4 Т-55 от Либия през 1982 г. [39]
- Чад – 60 Т-55 към 2012 г. [84]
- Шри Ланка – 62 Т-55АМ-2 и Т-55А към 2012 г. [85] От Чехословакия са доставени 27 Т-55 през 1991 г., от Чехия – 54 Т-55АМ-2 на два транша през 1996 – 1997 и 2000 – 2001 г. и от Китай – 25 Тип 59 през 1991 г. [39]
- Южен Судан – неизвестно количество Т-55 към 2012 г. [86]

### Бивши
- Беларус – 25 Т-55 към 2010 г. [87]
- България – общо 1800 танка, доставени от СССР: 900 Т-54 през 1954 – 1959 г. и 900 Т-55 в периода 1962 – 1970 г. [39]
- ГДР – общо 2300 танка, доставени от СССР: 500 Т-54 през 1957 – 1960 г. и 1800 Т-55 в периода 1962 – 1970 г. [39]
- Израел – 261 Ti-67, 126 Т-54, Т-55 и Т-62 – пленени от сирийските и египетските войски и по-късно модернизирани [88]
- Индия – 715 Т-55, свалени от въоръжение след 2012 г. [89]
- Северна Македония – доставени като помощ от България 58 Т-55 и 36 Т-55АМ-2 през 1999 г. [39]
- Полша – общо 3000 танка, доставени от СССР – 1500 Т-54 в периода 1954 – 1964 г. и 1500 Т-55 в периода 1964 – 1978 г. [39]
- Русия – 2800 танка Т-55 в резерв на сухопътните воийски и 176 Т-55 в резерв на морската пехота. [90]
- Словения – 30 танка Т-55S, изведени от употреба след 2006 г. [91]
- Сомалия – от СССР са доставени 100 Т-54 през 1973 – 1974 и 50 Т-55 през 1975 г., от Египет 65 Т-54 и 20 Т-55 в периода 1977 – 1981 г., от Либия – 32 Т-55 през 1990 г. [39]
- Сърбия – общо за Югославия от СССР са били доставени 1980 Т-54 и Т-55 в периода 1962 – 1970 г. [39]
- Унгария – от СССР са доставени 300 Т-54 в периода 1959 – 1960 и 800 Т-55 в периода 1964 – 1965. [39]
- Финландия – от СССР са доставени 50 Т-54 през 1960 г. и 70 Т-55 през 1965 – 1967 г. [39]
- Чехословакия – от СССР са доставени 1800 Т-54 в периода 1958 – 1963 и 1700 Т-55 1964 – 1973[39]